# Шеппард, Джек
Джек Шеппард (англ. Jack Sheppard; 4 марта 1702 — 16 ноября 1724) — английский разбойник, грабитель и вор начала XVIII века, живший и действовавший в Лондоне. 
Родился в бедной семье, его отец умер, когда он был ещё ребёнком. В детстве Шеппард был отдан в работный дом, где научился читать и писать и позднее стал учеником плотника; начал заниматься воровством и кражами со взломом в 1723 году — немногим позже, чем через год после завершения обучения ремеслу. В 1724 году он пять раз  арестовывался и заключался в тюрьму, но четыре раза сумел бежать, продолжая свои преступления после каждого побега, что сделало его известной в обществе фигурой и снискало огромную популярность в среде бедняков. В конечном счёте он был пойман, осуждён и повешен на Тайберне. На его казни присутствовало более 20 000 человек; его «карьера» уголовника закончилась менее чем за два года. Некоторое время Шеппард работал на одного из самых знаменитых английских преступников того времени Джонатана Уайлда.

## В культуре
Каждый из четырёх побегов Шеппарда был по-своему экстравагантен и становился популярной темой для обсуждений в обществе. Почти сразу же после его казни о нём начали слагаться песни и сочиняться пьесы, пользовавшиеся большим успехом. После казни Шеппарда и Уайлда Даниэль Дефо выпустил очерк «История замечательной жизни Джона Шеппарда». Похождения Уайлда (скупщик краденого Пичем) и Шеппарда (грабитель Макхит) образуют сюжетную канву «Оперы нищих» Джона Гея, переработанной Бертольтом Брехтом в «Трёхгрошовую оперу». После успеха этой постановки, Томас Уолкер переработал анонимную пьесу «Разрушитель тюрем» в «Оперу квакеров», куда поместил персонажей, созданных под влиянием биографий Шеппарда и Уйалда.